# Équipe de Suède féminine de hockey sur glace
Cet article traite de l'équipe féminine. Pour l'équipe masculine, voir Équipe de Suède de hockey sur glace.
L'équipe de Suède féminine de hockey sur glace est la sélection nationale de Suède regroupant les meilleures joueuses suédoises de hockey sur glace féminin. Elle est sous la tutelle de la Svenska Ishockeyförbundet. 
L’équipe a été longtemps traditionnellement considérée comme la quatrième meilleure équipe du monde après les équipes du Canada, des États-Unis et de Finlande.
Elle est classée 9e sur 42 équipes au classement IIHF 2021.

## Historique
Entre 2001 et 2006, l'équipe nationale de Suède est une concurrente directe des trois nations dominantes (Canada, États-Unis et Finlande), avec une montée en puissance marquée par les médailles obtenues aux Jeux olympiques de 2002 et 2006 ainsi que les 3e places au Championnat du monde féminin de hockey sur glace en 2005 et 2007.
Le 7 novembre 2008, la Suède bat pour la première fois le Canada avec une victoire en prolongation 2-1, à l'occasion de la coupe des 4 nations. Le 31 août 2011, le Canada est battue par la Suède pour la seconde fois en 66 rencontres internationales, l'équipe s'imposant avec un score de 6-4.
La Suède est le premier pays européen de l'histoire du hockey sur glace féminin a participer à une finale d'un tournoi international.

## Effectif
| No    | Nom                        | Position  | Club                                |
| ----- | -------------------------- | --------- | ----------------------------------- |
| +001, | Agnes Åker                 | Gardien   | AIK IF (SDHL)                       |
| +003, | Anna Kjellbin - A          | Défenseur | Luleå HF (SDHL)                     |
| +004, | Linnéa Andersson           | Défenseur | HV 71 (SDHL)                        |
| +005, | Johanna Fällman            | Défenseur | Luleå HF (SDHL)                     |
| +008, | Ebba Berglund              | Défenseur | HV 71 (SDHL)                        |
| +009, | Jessica Adolfsson          | Défenseur | Linköpings HC (SDHL)                |
| +010, | Mina Waxin                 | Défenseur | Brynäs IF (SDHL)                    |
| +011, | Josefin Bouveng            | Attaquant | Brynäs IF (SDHL)                    |
| +012, | Maja Nylén Persson - A     | Défenseur | Brynäs IF (SDHL)                    |
| +013, | Emma Murén                 | Attaquant | Brynäs IF (SDHL)                    |
| +015, | Lisa Johansson             | Attaquant | AIK IF (SDHL)                       |
| +016, | Linnea Johansson           | Attaquant | Linköpings HC (SDHL)                |
| +017, | Sofie Lundin               | Attaquant | Djurgårdens IF (SDHL)               |
| +019, | Sara Hjalmarsson           | Attaquant | Friars de Providence (NCAA)         |
| +020, | Paula Bergström            | Défenseur | MODO Hockey (SDHL)                  |
| +022, | Linn Peterson              | Attaquant | Luleå HF (SDHL)                     |
| +024, | Felizia Wikner-Zienkiewicz | Attaquant | HV 71 (SDHL)                        |
| +025, | Lina Ljungblom             | Attaquant | MODO Hockey (SDHL)                  |
| +027, | Emma Nordin                | Attaquant | Luleå HF (SDHL)                     |
| +028, | Michelle Löwenhielm - C    | Attaquant | SDE Hockey (SDHL)                   |
| +029, | Olivia Carlsson            | Attaquant | MODO Hockey (SDHL)                  |
| +030, | Emma Söderberg             | Gardien   | Bulldogs de Minnesota-Duluth (NCAA) |
| +035, | Ida Boman                  | Gardien   | Djurgårdens IF (SDHL)               |

### Joueuses emblématiques
- Kim Martin
- Gunilla Andersson
- Maria Rooth
- Danijela Rundqvist

## Résultats

### Jeux olympiques
- 1998 - Cinquième
- 2002 -  Médaille de bronze
- 2006 -  Médaille d'argent
- 2010 - Quatrième
- 2014 - Quatrième
- 2018 - Septième
- 2022 — Huitième

### Championnats du monde
- 1990 — Quatrième
- 1992 — Quatrième
- 1994 — Cinquième
- 1997 — Cinquième
- 1999 — Quatrième
- 2000 — Quatrième
- 2001 — Septième
- 2003 — Division élite annulée
- 2004 — Quatrième
- 2005 — Troisième
- 2007 — Troisième
- 2008 — Cinquième
- 2009 — Quatrième
- 2011 — Cinquième
- 2012 — Cinquième
- 2013 — Septième
- 2014 — Division élite non disputée
- 2015 — Cinquième
- 2016 — Cinquième
- 2017 — Sixième
- 2018 — Division élite non disputée
- 2019 — Neuvième
- 2020 — Pas de compétition en raison de la pandémie de coronavirus[5]
- 2021 — Pas de compétition en raison de la pandémie de coronavirus [6].

### Coupe des quatre nations
- 1996 à 1999 - Ne participe pas
- 2000 - Quatrième
- 2001 -  Troisième
- 2002 - Quatrième
- 2003 - Quatrième
- 2004 -  Troisième
- 2005 - Quatrième
- 2006 -  Troisième
- 2007 - Quatrième
- 2008 -  Troisième
- 2009 -  Troisième
- 2010 - Quatrième
- 2011 -  Troisième
- 2012 -  Troisième
- 2013 - Quatrième
- 2014 -  Troisième
- 2015 - Quatrième
- 2016 - Quatrième
- 2017 - Quatrième
- 2018 - Quatrième
- 2019 — Annulée du fait d'un conflit avec l'organisation
- 2020 —  Annulée du fait de la pandémie de Covid-19

### Coupe des nations
Cette compétition est également connue sous ses anciens noms, la Coupe Air Canada, Coupe des nations MLP et Coupe Meco.
- Médailles d'or  : Deux
- Médailles d'argent  : Trois
- Médailles de bronze   : Deux

### Championnats d'Europe
- 1989 -  Deuxième
- 1991 -  Deuxième
- 1993 -  Deuxième
- 1995 -  Deuxième
- 1996 -  Premier

### Classement mondial

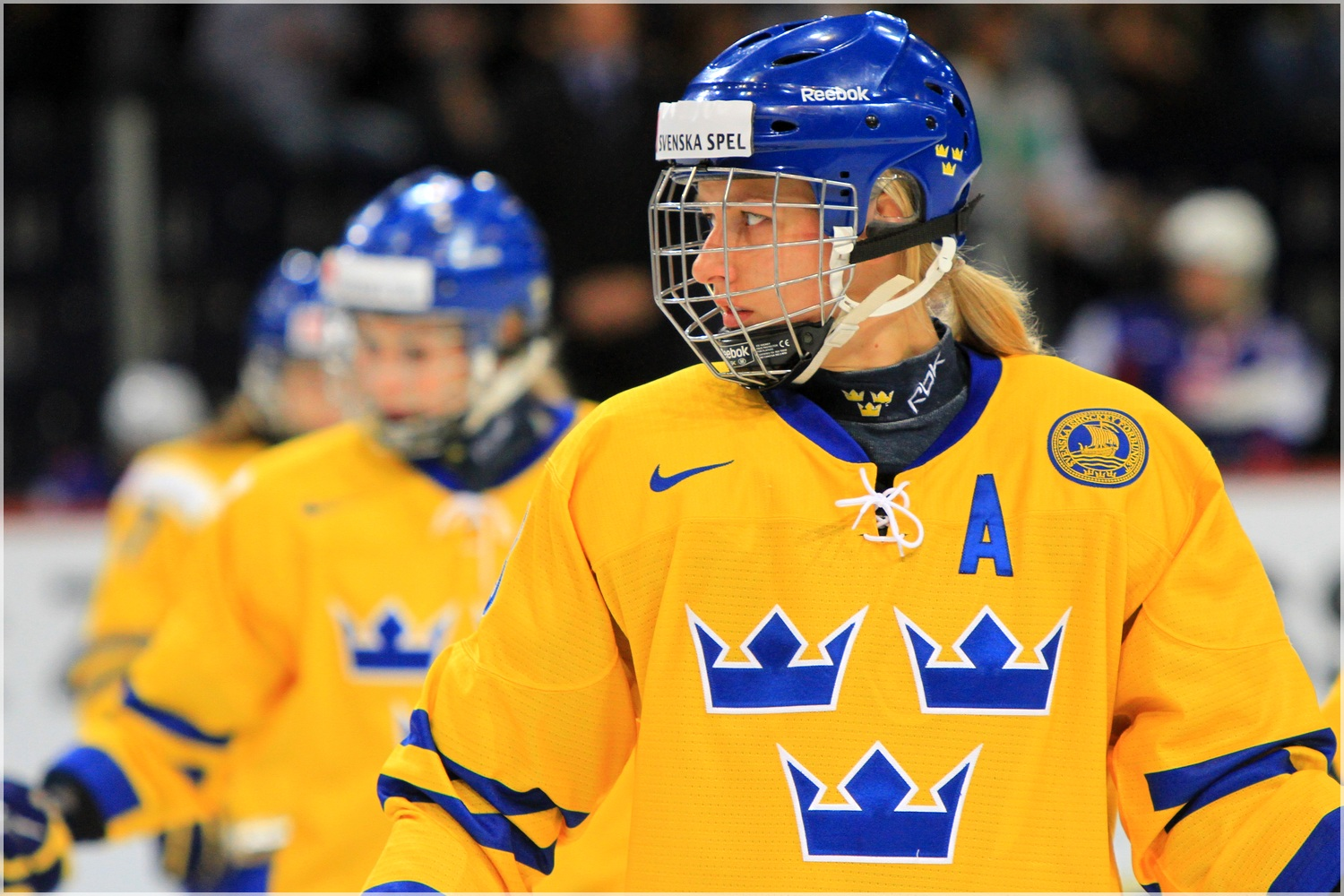
Danijela Rundqvist en 2011.

| Année | Rang | Points | Progression |
| ----- | ---- | ------ | ----------- |
| 2003  | 4    | 1 625  | -           |
| 2004  | 4    | 2 725  | ±0          |
| 2005  | 4    | 2 760  | ±0          |
| 2006  | 3    | 2 830  | +1          |
| 2007  | 3    | 2 825  | ±0          |
| 2008  | 4    | 2 760  | -1          |
| 2009  | 4    | 2 745  | ±0          |
| 2010  | 4    | 2 735  | ±0          |
| 2011  | 4    | 2 700  | ±0          |
| 2012  | 5    | 2 680  | -1          |

| Année      | Rang | Points | Progression |
| ---------- | ---- | ------ | ----------- |
| 2013       | 6    | 2 620  | -1          |
| Fév. 2014  | 6    | 2 660  | ±0          |
| Avril 2014 | 5    | 3 760  | +1          |
| 2015       | 5    | 3 485  | ±0          |
| 2016       | 5    | 3 210  | ±0          |
| 2017       | 5    | 2 915  | ±0          |
| Fév. 2018  | 5    | 3 660  | ±0          |
| Avril 2018 | 6    | 3 615  | -1          |
| 2019       | 7    | 3 275  | -1          |
| 2020       | 9    | 2 920  | -2          |
| 2021       | 9    | 2 640  | ±0          |

Note :  Promue ;  Reléguée

## Équipe moins de18 ans

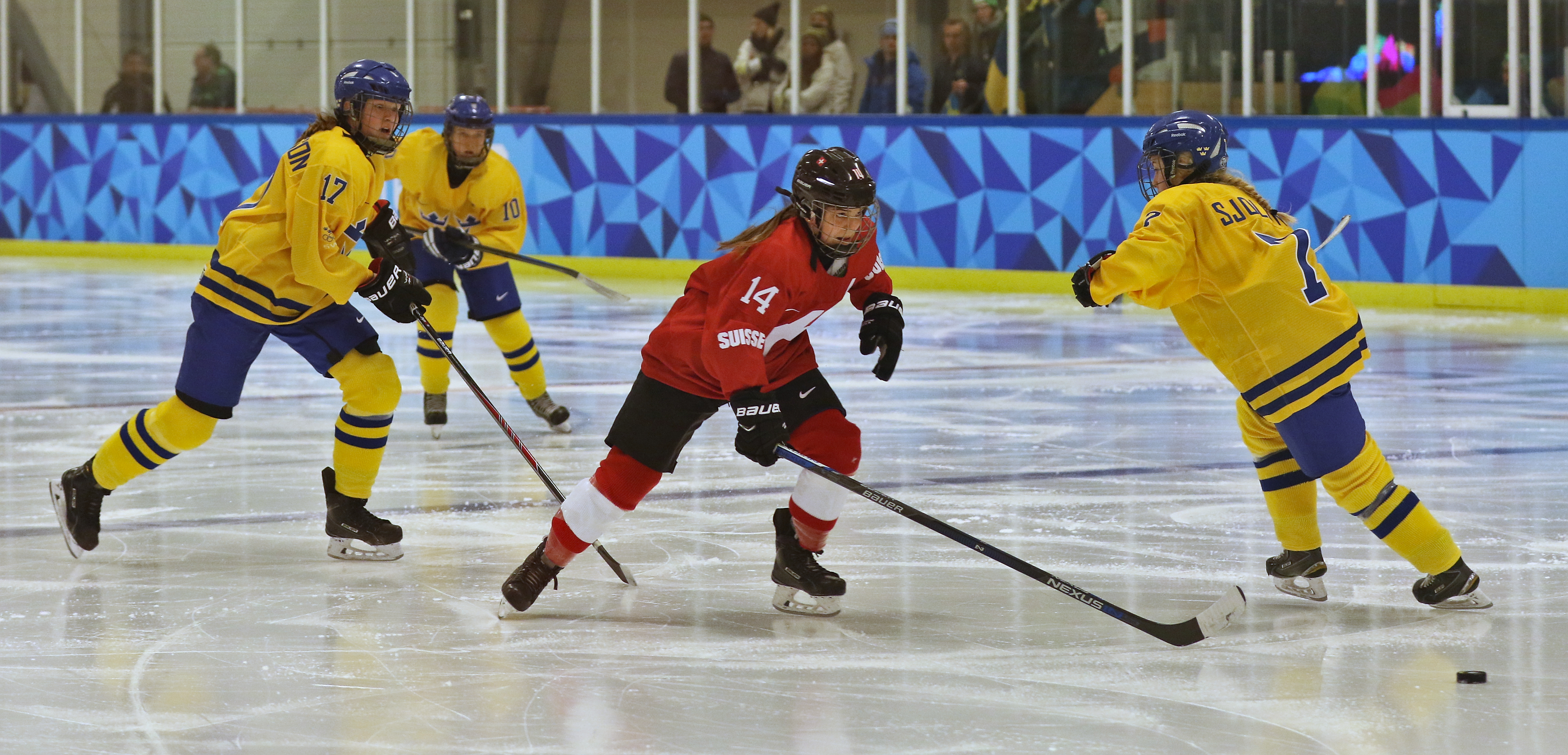
Jeux Olympiques de la Jeunesse - Suède Vs Suisse.

### Championnat du monde moins de18 ans
L'équipe des moins de 18 ans a participé dès la première édition du championnat du monde pour cette catégorie.
- 2008 — Quatrième
- 2009 —  Médaille de Bronze
- 2010 —  Médaille de Bronze
- 2011 — Cinquième
- 2012 —  Médaille d'Argent
- 2013 —  Médaille de Bronze
- 2014 — Sixième
- 2015 — Sixième
- 2016 —  Médaille de Bronze
- 2017 — Quatrième
- 2018 —  Médaille d'Argent
- 2019 — Cinquième
- 2020 — Cinquième
- 2021 — Pas de compétition en raison de la pandémie de coronavirus

### Jeux olympiques de la jeunesse
- 2012 —  Médaille d'Or
- 2016 —  Médaille d'Or
- 2020 —  Médaille d'Argent